# Mosebacke Monarki
Mosebacke Monarki (eller Radio Mosebacke) var ett humoristiskt radioprogram som började sändas av Sveriges Radio den 6 oktober 1958. Programmet var tänkt som radions motsvarighet till satirtidningen Grönköpings Veckoblad.
Upphovsmän var Hans Alfredson och Tage Danielsson och bland de övriga medverkande märktes Hans "Hatte" Furuhagen, Carl-Uno Sjöblom, Moltas Erikson, Olle Pahlin och Helmer Bryd (pseudonym för Gunnar Svensson) and His Eminent Five Quartet, en kvartett som överraskande nog består av fem personer.

## Historia

### Starten

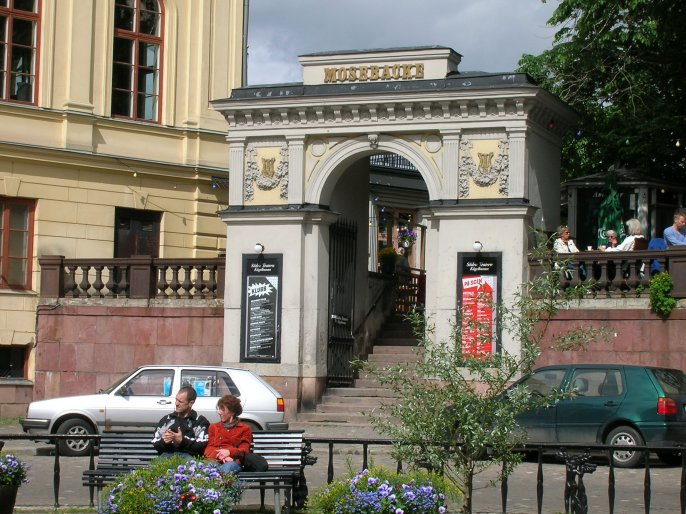
Mosebacke torg: Mosebacketerrassens portal, och till vänster syns Södra Teatern.

Arbetsnamnet var från början Konungariket Karlaplan, eftersom man tänkt sända från Karlaplansstudion, men efter en flytt till Södra Teatern fick projektet sitt namn.  Inspirerade av den brittiska filmen Passport to Pimlico utropade man kvarteren kring Mosebacke torg på Södermalm till ett eget land; ett Sverige i miniatyr.
I de första utsändningarna medverkade Stig Grybe, Ulla-Carin Rydén och Birgitta Andersson med flera i sketcher, inspelade med publik. Så småningom gjordes programmen mer satiriska som parodier på radions samhälls- och debattprogram: Nyheter och bullentiner från Mosebacke Monarki. Innehållet kunde då skrivas fort och rykande aktuellt, eller talas in direkt i en bandspelare i Svenska Ords skrivstuga i Vita bergen.

### Radio Mosebacke
Utsändningarna från Radio Mosebacke pågick i flera omgångar fram till 1983. Programmen bestod, förutom de skämtsamma sketcherna, av satiriska inslag kring samhälle och politik, där förhållanden i grannlandet Sverige direkt eller indirekt kommenterades. I upplagan från 1979 skojades det exempelvis friskt med den då stundande folkomröstningen om kärnkraftens vara eller icke vara.
I Mosebacke Monarkis skruvade värld fanns bland annat ingenjör Sven Gardin, konstnären Salvador Dahlberg, regissören och skådespelaren Nisse Pärlemo, pastor Astor Flanell, boxaren Melvin "Bobo" Slacke, rektorn, lektor Hektor Sector, fänrik Henrik Bänrik, assessor Hasse Assarsson, nyhetsuppläsaren Manne Drevert, bankdirektör Englund – direktör i Bank of Englund, författaren Doris Lundin, sjuksköterskan Rigmor Mortis, ÖB Celadon Flydde och statsminister Linnea Grind, samt de två rymningsbenägna fängelsekunderna Usedom och Wollin, med namn efter två tyska och polska öar.
Mosebacke Monarki var inte en alldeles vanlig monarki, utan en republikansk monarki, eller kanske snarare en monarkisk republik, vilket innebar att man valde kung. Den enda monark som någonsin valdes var kung Sune. Kung Sune är den förre verkmästaren vid AB Plastsaker och son, Sune Johansson, och hans valspråk blev "Går det, så går det". I kung Sunes flotta fanns endast ett fartyg, pansarkryssaren "Stillheten".
Den kakofoniska signaturmelodin, som också var Mosebacke Monarkis nationalhymn, bestod av tre skilda sånger som framfördes parallellt: Fädernesland (med solosång av Richard Ringmar), Hej så lyckliga vi äro samt Hell dig (melodi: Colonel Bogey March). Hymnen var ett resultat av en nationalsångstävling där samtliga tre förslag presenterades, och Kung Sune, efter att man inte kunnat enas om vilket förslag som var bäst, beslutat att alla tre hade vunnit.

### Invånare
Invånarna i Mosebacke Monarki kallades för mosebasker, en ordlek på monegasker och basker.
Jazzorkestern Eminent Five Quartet bestod av Helmer Bryd (Gunnar Svensson) på piano och sång, Ove "Gulan" Sector (Herbert Welander) på trumpet och sång vilken senare ersattes av (Leppe Sundevall) på trumpet, "Öset" Luhring (Sten Carlberg) på gitarr och banjo, Lothar B. Jönsson (Folke Erbo) på trummor och sång, Victor "Vitan" Sector (Folke Eng) på bas och sång, samt Melvin "Bobo" Slacke (Moltas Erikson) på sång. Det karaktäristiska för Helmer Bryds Eminent Five Quartet var att de alltid uppträdde i överrock och hatt. Inomhus.
Stundtals framträdde också författaren Doris Lundin (Lena Hansson) som vokalist. De uppträdde i regel på Hilmers Konditori, där man för övrigt gjorde konjak genom att kondensera luften i kaféet. En av de mest uppmärksammade sångerna som framfördes av orkestern var den satiriska Norgevisan. Några andra, mer eller mindre kända, var "Dr Sloan's liniment" samt "Madrassen" ("Då låg hon redan naken i tambur'n") med solosång av Lothar B. Jönsson.

### Mosevisionen
Våren 1968 hade Mosebacke Monarki även blivit ett TV-program (Mosevisionen) som sändes i åtta avsnitt på fredagar. Då var också Thord Carlsson med. Mosebacke-gänget sände också TV-programmet Mosebackes nyårsvaka 1970.
I Mosevisionen förekom även en miniserie i minutlånga avsnitt, kallad "Gränsridarna" (en parodi på Vilhelm Mobergs "Rid i natt"). I denna spelades huvudrollen av Mosebackes mest namnkunnige skådespelare, Salvador Dalberg. I övriga roller sågs även skådespelarkollegerna Nisse Pärlemo och Rigmor Mortis. Julia Caesar var speakerröst. Nisse Pärlemo spelade far i huset, och som en svartklädd ryttare gestaltade han en kurir som under Karl XII:s tid i Sverige red runt på landsbygden. I pilotavsnittet kom en ordonnans med ett mycket viktigt budskap till sin närmaste befälhavare, nämligen att "kriget kommer!". Krigsmannen utrustade sig då genast med uniform och vapen för att gå ut i strid. I nästa scen meddelade plötsligt hustrun till densamme att "de red förbi!" och befälhavaren rustade då genast av och gick till sängs. Slut på avsnittet.
Den 27 februari 1976 visades ett 50 minuter långt specialprogram i dåvarande TV2, som bestod av utvalda sketcher från Mosevisionen från 1968.